# Faltam 05 Minutos
Faltam 05 Minutos é um filme documentário de curta-metragem brasileiro, dirigido pelo realizador Luiz Alberto Cassol. Um documentário sobre futebol, que retrata os instantes finais de uma partida emocionante entre o Inter de Santa Maria e o Pelotas, no dia 29 de Setembro de 2007, um jogo histórico para cidade de Santa Maria, no Rio Grande do Sul, Brasil.

## Sinopse
Futebol é universal. As coberturas radiofônicas desse esporte, também. " Faltam 05 minutos" revela aquilo que não estamos acostumados a ver, mas sim ouvir.

## Prêmios
| Ano  | Festivais               | País   | Prêmio                         | Ref   |
| ---- | ----------------------- | ------ | ------------------------------ | ----- |
| 2008 | Mostra Curtas Cariri/CE | Brasil | Melhor Filme pelo Júri Popular | [ 5 ] |

## Exibição em Festivais
| Ano  | Festivais                                                 | País    | Ref           |
| ---- | --------------------------------------------------------- | ------- | ------------- |
| 2008 | XXXV - Jornada Internacional de Cinema da Bahia           | Brasil  |               |
| 2008 | 2º Mostra Curtas Cariri/CE                                | Brasil  | [ 6 ]         |
| 2008 | CineSul                                                   | Brasil  | [ 7 ]         |
| 2009 | Brazuca - Mostra de documentários Brasil em Barcelona     | Espanha | [ 8 ]         |
| 2009 | Amazonas Film Festival                                    | Brasil  | [ 9 ]         |
| 2009 | Cassino Cine Vídeo                                        | Brasil  | [ 10 ] [ 11 ] |
| 2009 | Iª Mostra de Documentários de Chapecó                     | Brasil  | [ 12 ]        |
| 2010 | Iº CineFoot - Festival de Cinema de Futebol/RJ            | Brasil  | [ 13 ]        |
| 2011 | Semana CineRS – I Festival de Cinema na UFCSPA/RS         | Brasil  | [ 14 ]        |
| 2011 | Mostra do Filme Livre                                     | Brasil  | [ 15 ]        |
| 2014 | Cine Santander Cultural                                   | Brasil  | [ 16 ]        |
| 2014 | Cineme-se                                                 | Brasil  | [ 17 ]        |
| 2015 | Iª Mostra de Cinema de São Gabriel/RS                     | Brasil  | [ 18 ] [ 19 ] |
| 2017 | Festival de Cinema de Lajeado/RS - Mostra não competitiva | Brasil  | [ 20 ]        |